# Josef Niedermayer (SS-Mitglied)
Josef Niedermayer (* 11. April 1920 in Salzburg; † 28. Mai 1947 in Landsberg am Lech) war ein österreichischer SS-Unterscharführer und Leiter der Zellenbaus im KZ Mauthausen.

## Leben
Josef Niedermayer war Sohn des Reichsbahnangestellten Friedrich Niedermayer. Nachdem sein Vater im Jahr 1926 gestorben war, wurden er und seine vier Geschwister von ihrer Mutter Anna alleine aufgezogen. Nach dem Besuch von Volks-, Haupt- und Fortbildungsschule absolvierte er eine Installateurslehre für Gas, Wasser und Zentralheizung in Salzburg. Im Jahre 1938 wurde er arbeitslos und nach dem Anschluss Österreichs meldete er sich zum 4. April 1938 freiwillig bei der SS (SS-Nummer 318.991). Er trat seinen Dienst bei der 1. SS-Totenkopfstandarte „Oberbayern“ im KZ Dachau an, mit der er im Herbst 1938 am Einmarsch in die Tschechoslowakei teilnahm. Nach Beginn des Zweiten Weltkriegs wurde Niedermayer mit dem SS-Totenkopf-Infanterie-Regiment 1 beim Westfeldzug eingesetzt. Im Sommer 1941 marschierte er mit dem Regiment in die Sowjetunion ein. An der Front wurde er verwundet.
Im April 1942 wurde er in das KZ Mauthausen versetzt. Dort war er zunächst als Blockführer tätig, bevor er Arrestaufseher im Zellenbau (Lagergefängnis) wurde. Im Herbst 1942 wurde er Stellvertreter des Leiters des Zellenbaus Max Seidl. Nach Seidls Versetzung an die Front am 1. März 1943 wurde er Leiter des Zellenbaus. Der ehemalige Häftling Albert Tiefenbacher gab an, er habe mitangesehen, wie Niedermayer rund 200 Personen ermordete. Niedermayer selbst gestand bei einer Vernehmung im Jahr 1946, „Im Zellenbau ungefähr an 400 Exekutionen befehlsgemäß teilgenommen“ zu haben. Ab November 1944 war er außerdem Blockführer von Block 20, dem sogenannten Todesblock. Am 18. April 1945 tötete Niedermayer durch einen Genickschuss Richard Bernaschek; dessen Familie erhielt eine Beileidsmitteilung der Lagerleitung mit der Sterbeurkunde, auf der als Todesursache "Lungenentzündung" verzeichnet war.
Am 6. Mai 1945 wurde Niedermayer  in Steyr gefangen genommen und schließlich nach Dachau gebracht, wo er im Mauthausen-Hauptprozess angeklagt wurde. In seiner Erklärung versuchte er sich auf einen Befehlsnotstand zu berufen. Am 13. Mai 1946 wurde er zum Tode durch den Strang verurteilt. Das Urteil wurde am 28. Mai 1947 im Kriegsverbrechergefängnis Landsberg vollstreckt.